# 斯普利特羅克鎮區 (明尼蘇達州卡爾頓縣)
斯普利特羅克鎮區（英語：Split Rock Township）是位於美國明尼蘇達州卡爾頓縣的一個行政鎮區。

## 地方資料
斯普利特羅克鎮區的面積為94.80平方千米，當中陸地面積為94.80平方千米，而水域面積為0.00平方千米。根據2020年美國人口普查的數據，當地共有人口161人，而人口密度為每平方千米1.7人。